# Championnat de Finlande de hockey sur glace 1996-1997
Saison précédente Saison suivante
La saison 1996-1997 est la vingt-deuxième saison de la SM-Liiga. La saison régulière a débuté le 19 septembre 1996 et s'est conclue le 9 mars 1997 sur la victoire du Jokerit Helsinki.
En finale des séries éliminatoires, le Jokerit remporte également le titre de champion de Finlande en battant le TPS Turku, son dauphin de la saison régulière par 3 matchs à 0.

## SM-liiga

### Déroulement
Les douze équipes de la division élite jouent chacune un total de 50 matchs lors de la saison régulière. Une victoire rapporte deux points, un match nul un point et une défaite aucun point. Les huit premières équipes sont qualifiées pour les séries éliminatoires, l'équipe classée douzième dispute un barrage de promotion/relégation contre les trois meilleures équipe de division 1.

### Saison régulière

#### Classement
|    | Équipe             | PJ | V  | N  | D  | BP  | BC  | Diff | Pts |
| -- | ------------------ | -- | -- | -- | -- | --- | --- | ---- | --- |
| 1  | Jokerit Helsinki   | 50 | 35 | 4  | 11 | 192 | 116 | +76  | 74  |
| 2  | TPS Turku          | 50 | 32 | 7  | 11 | 191 | 105 | +86  | 71  |
| 3  | HPK Hämeenlinna    | 50 | 28 | 7  | 15 | 190 | 143 | +47  | 63  |
| 4  | Ilves Tampere      | 50 | 26 | 7  | 17 | 183 | 147 | +36  | 59  |
| 5  | JYP Jyväskylä      | 50 | 25 | 6  | 19 | 163 | 136 | +27  | 56  |
| 6  | Kiekko-Espoo       | 50 | 21 | 9  | 20 | 154 | 163 | -9   | 51  |
| 7  | Ässät Pori         | 50 | 19 | 10 | 21 | 171 | 181 | -10  | 48  |
| 8  | Tappara Tampere    | 50 | 18 | 8  | 24 | 139 | 171 | -32  | 44  |
| 9  | HIFK               | 50 | 17 | 8  | 25 | 159 | 171 | -12  | 42  |
| 10 | Lukko Rauma        | 50 | 16 | 5  | 29 | 136 | 170 | -34  | 37  |
| 11 | SaiPa Lappeenranta | 50 | 13 | 8  | 29 | 118 | 181 | -63  | 34  |
| 12 | KalPa Kuopio       | 50 | 8  | 5  | 37 | 116 | 228 | -112 | 21  |

#### Meilleurs pointeurs
Cette section présente les meilleurs pointeurs de la saison régulière.
| #  | Joueur             | Équipe           | PJ | B  | A  | Pts |
| -- | ------------------ | ---------------- | -- | -- | -- | --- |
| 1  | Petri Varis        | Jokerit Helsinki | 48 | 36 | 23 | 59  |
| 2  | Vladimír Vůjtek    | Ässät Pori       | 41 | 27 | 31 | 58  |
| 3  | Kimmo Rintanen     | TPS Turku        | 46 | 25 | 28 | 53  |
| 4  | Mika Arvaja        | Ilves Tampere    | 48 | 22 | 30 | 52  |
| 5  | Thomas Sjögren     | JyP Jyväskylä    | 47 | 31 | 20 | 51  |
| 6  | Timo Saarikoski    | Jokerit Helsinki | 47 | 14 | 36 | 50  |
| 7  | Raimo Helminen     | Ilves Tampere    | 47 | 11 | 39 | 50  |
| 8  | Jani Hassinen      | HPK Hämeenlinna  | 48 | 19 | 30 | 49  |
| 9  | Vjačeslavs Fanduls | Ässät Pori       | 48 | 18 | 30 | 48  |
| 10 | Peter Larsson      | JyP Jyväskylä    | 46 | 13 | 35 | 48  |

### Séries éliminatoires

#### Tableau final
Les quarts-de-finale se jouent au meilleur des sept rencontres, les demi-finales et la finale au meilleur des 5 matchs et le match pour la troisième place se joue en une seule rencontre.
|  | Quarts de finale | Quarts de finale |                  |                 | Demi-finales           | Demi-finales |  |  | Finale        | Finale |
|  | Quarts de finale | Quarts de finale |                  |                 | Demi-finales           | Demi-finales |  |  | Finale        | Finale |
|  |                  |                  |                  |                 |                        |              |  |  |               |        |
|  |                  |                  |                  |                 |                        |              |  |  |               |        |
|  |                  |                  |                  |                 |                        |              |  |  |               |        |
|  | Jokerit Helsinki | 3                |                  |                 |                        |              |  |  |               |        |
|  | Jokerit Helsinki | 3                |                  |                 |                        |              |  |  |               |        |
|  | Tappara Tampere  | 0                |                  |                 |                        |              |  |  |               |        |
|  | Tappara Tampere  | 0                | Jokerit Helsinki | 3               |                        |              |  |  |               |        |
|  |                  |                  | Jokerit Helsinki | 3               |                        |              |  |  |               |        |
|  |                  | Ilves Tampere    | 0                |                 |                        |              |  |  |               |        |
|  | Ilves Tampere    | Ilves Tampere    | 0                | 3               |                        |              |  |  |               |        |
|  | Ilves Tampere    |                  |                  | 3               |                        |              |  |  |               |        |
|  | JyP Jyväskylä    | 1                |                  |                 |                        |              |  |  |               |        |
|  | JyP Jyväskylä    | 1                | Jokerit Helsinki | 3               |                        |              |  |  |               |        |
|  |                  |                  | Jokerit Helsinki | 3               |                        |              |  |  |               |        |
|  |                  | TPS Turku        | 0                |                 |                        |              |  |  |               |        |
|  | TPS Turku        | TPS Turku        | 0                | 3               |                        |              |  |  |               |        |
|  | TPS Turku        |                  |                  | 3               |                        |              |  |  |               |        |
|  | Ässät Pori       | 1                |                  |                 |                        |              |  |  |               |        |
|  | Ässät Pori       | 1                | TPS Turku        | 3               |                        |              |  |  |               |        |
|  |                  |                  | TPS Turku        | 3               | Match pour la 3e place |              |  |  |               |        |
|  |                  | HPK Hameenlinna  | 2                |                 |                        |              |  |  |               |        |
|  | HPK Hameenlinna  | HPK Hameenlinna  | 2                | 3               |                        |              |  |  |               |        |
|  | HPK Hameenlinna  |                  |                  | 3               |                        |              |  |  |               |        |
|  | Kiekko-Espoo     | 1                |                  | HPK Hameenlinna | 1                      |              |  |  |               |        |
|  | Kiekko-Espoo     | 1                |                  | HPK Hameenlinna | 1                      |              |  |  |               |        |
|  |                  |                  |                  |                 |                        |              |  |  | Ilves Tampere | 0      |
|  |                  |                  |                  |                 |                        |              |  |  | Ilves Tampere | 0      |

### Trophées et récompenses
| Kanada-malja : Champion de Finlande                            | Jokerit Helsinki                  |
| Kultainen kypärä : Meilleur joueur élu par ses pairs           | Kimmo Rintanen (TPS Turku)        |
| Trophée Kalevi-Numminen : Meilleur entraîneur                  | Hannu Kapanen (HPK Hämeenlinna)   |
| Trophée Jarmo-Wasama : Meilleur joueur recrue                  | Olli Jokinen (HIFK)               |
| Trophée Matti-Keinonen : Meilleur ratio +/-                    | Kimmo Timonen (TPS Turku)         |
| Trophée Raimo-Kilpiö : Joueur le plus fair-play                | Kimmo Rintanen (TPS Turku)        |
| Trophée Urpo-Ylönen : Meilleur gardien de but                  | Jani Hurme (TPS Turku)            |
| Trophée Pekka-Rautakallio : Meilleur défenseur                 | Brian Rafalski (HPK Hämeenlinna)  |
| Trophée Aarne-Honkavaara : Meilleur buteur                     | Petri Varis (Jokerit Helsinki)    |
| Trophée Veli-Pekka-Ketola : Meilleur pointeur                  | Petri Varis (Jokerit Helsinki)    |
| Trophée Lasse-Oksanen : Meilleur joueur de la saison régulière | Jani Hurme (TPS Turku)            |
| Trophée Jari-Kurri : Meilleur joueur des séries éliminatoires  | Otakar Janecký (Jokerit Helsinki) |

## Barrages d'accession à la SM-liiga
Au meilleur des cinq matchs

### Premier tour
- Karhut 3-0 Hermes Kokkola
- Kärpät Oulu 3-0  FPS Forssa
- Pelicans Lahti 2-3 Haukat Jarvenpää

### Tableau final
|  | Demi-finales     | Demi-finales |              |   | Finale | Finale |
|  | Demi-finales     | Demi-finales |              |   | Finale | Finale |
|  |                  |              |              |   |        |        |
|  |                  |              |              |   |        |        |
|  |                  |              |              |   |        |        |
|  | KalPa Kuopio     | 3            |              |   |        |        |
|  | KalPa Kuopio     | 3            |              |   |        |        |
|  | Haukat Jarvenpää | 0            |              |   |        |        |
|  | Haukat Jarvenpää | 0            | KalPa Kuopio | 3 |        |        |
|  |                  |              | KalPa Kuopio | 3 |        |        |
|  |                  | Kärpät Oulu  | 0            |   |        |        |
|  | Karhut           | Kärpät Oulu  | 0            | 0 |        |        |
|  | Karhut           |              |              | 0 |        |        |
|  | Kärpät Oulu      | 3            |              |   |        |        |
|  | Kärpät Oulu      | 3            |              |   |        |        |

Le KalPa Kuopio conserve sa place en SM-liiga pour la saison 1997-1998.

## Division 1

### Déroulement
Les seize équipes de la Mestis jouent chacune un total de 30 matchs lors de la saison régulière répartis en matchs aller-retours contre chaque autre équipe. Comme pour la SM-liiga, une victoire rapporte deux points, un match nul un point et une défaite aucun point.
Les huit premières équipes sont qualifiées pour la poule finale, les huit dernières pour la poule de maintien. Les huit équipes de la poule finale se rencontrent à nouveau en matchs aller-retour pour déterminer les six meilleures d'entre elles. Ces équipes disputent ensuite des barrages promotion en SM-liiga. Les huit derniers de la première phase se rencontrent également en matchs aller-retour, les quatre derniers sont relégués, la division 1 passant à douze club la saison suivante, et les deux équipes classées à la troisième et la quatrième place de cette poule jouent des barrages de relégation.

### Classements

#### Poule finale
|   | Équipe           | PJ | V  | N | D  | BP  | BC  | Diff | Pts |
| - | ---------------- | -- | -- | - | -- | --- | --- | ---- | --- |
| 1 | Karhut           | 44 | 26 | 7 | 11 | 194 | 149 | +45  | 59  |
| 2 | Kärpät Oulu      | 44 | 26 | 4 | 14 | 196 | 154 | +42  | 56  |
| 3 | Pelicans Lahti   | 44 | 26 | 3 | 15 | 168 | 119 | +49  | 55  |
| 4 | Haukat Järvenpää | 44 | 25 | 5 | 14 | 180 | 142 | +42  | 55  |
| 5 | FPS Forssa       | 44 | 26 | 2 | 16 | 178 | 116 | +62  | 54  |
| 6 | Hermes Kokkola   | 44 | 21 | 7 | 16 | 161 | 155 | +6   | 49  |
| 7 | Ahmat Hyvinkää   | 44 | 20 | 7 | 17 | 153 | 137 | +16  | 47  |
| 8 | TuTo Turku       | 44 | 19 | 3 | 22 | 182 | 156 | +26  | 41  |

#### Poule de relégation
|    | Équipe                  | PJ | V  | N | D  | BP  | BC  | Diff | Pts |
| -- | ----------------------- | -- | -- | - | -- | --- | --- | ---- | --- |
| 9  | SaPKo Savonlinna        | 44 | 25 | 6 | 13 | 172 | 144 | +28  | 56  |
| 10 | Jää-Kotkat Uusikaupunki | 44 | 23 | 3 | 18 | 166 | 144 | +22  | 49  |
| 11 | Kiekko-67 Turku         | 44 | 19 | 6 | 19 | 135 | 137 | -2   | 44  |
| 12 | Titaanit Kotka          | 44 | 19 | 3 | 22 | 153 | 158 | -5   | 41  |
| 13 | PiTa Helsinki           | 44 | 15 | 1 | 28 | 142 | 178 | -36  | 31  |
| 14 | KooVee Tampere          | 44 | 13 | 4 | 27 | 137 | 199 | -62  | 30  |
| 15 | KooKoo Kouvola          | 44 | 8  | 3 | 33 | 117 | 242 | -125 | 19  |
| 16 | Ketterä Imarta          | 44 | 8  | 2 | 34 | 135 | 239 | -104 | 18  |

### Barrages
- Kiekko-67 Turku 1-2 Sport Vaasa
- Diskos Jyväskylä 2-1 Titaanit Kotka 5-3

Le Kiekko-67 Turku et le Titaanit Kotka sont relégués en division 2 et remplacés par le Sport Vaasa et le Diskos Jyväskylä qui intègrent la division 1.